# Gan Ning

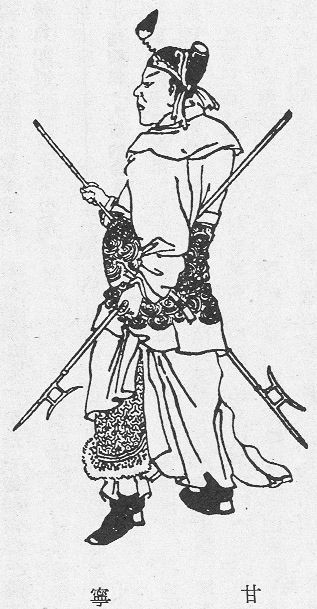
Gan Ning.

Gan Ning (甘寧) (?-218) fue uno de los mejores generales del reino Wu, durante el período de la lucha de los Tres Reinos de China. Formalmente era un pirata que se unió a Sun Quan durante una de sus batallas, reconocido en toda China como uno de los mejores y más rápidos espadachines; sus tácticas navales y su rapidez al atacar acabaron con muchos enemigos de Wu, recibiendo recomendaciones de los generales Zhou You y Lu Meng.
Su mejor momento fue cuando atacó por sorpresa al general de Wei, Cao Cao, mientras éste atacaba a Sun Quan con el legendario Zhang Liao. Gan Ning consiguió hacer retroceder a Cao Cao rápidamente; al final del combate Sun Quan dijo: "Wei tiene a Zhang Liao, pero Wu tiene a Gan Ning".
Murió durante la batalla de Ti Ling a manos de Sha Moke; se cree que mediante una flecha en el pecho. Sha Moke intentó escapar pero Zhou Tai, general de Wu, lo aniquiló.
Temido y respetado por todos, sus generales le apreciaban mucho, así como sus soldados, ya que Gan, a diferencia de los demás generales de Wu, no se quedaba atrás cuando el ejército cargaba, sino que iba con ellos durante la carga en la primera fila de combate, asumiendo un enorme riesgo. Asombrosamente, el maestro de las emboscadas, como le llamaban sus enemigos, nunca murió en estas peligrosas maniobras, arrasando a varios enemigos con los golpes especiales de su terrible espada, "La Maestra del Río Arriba".
Fue un gran amigo de Ling Tong, protagonizando cargas juntos. Como curiosidad Gan Ning fue el que mató al padre de Ling Tong , por lo que, antes de unirse formalmente a Sun Quan, Ling Tong juró venganza, pero tras situaciones complicadas forjaron una buena amistad.
El carácter de Gan era violento y sumamente arrogante; al ser un expirata confiaba en la rapidez y la agilidad de dar golpes rápidos y desconcertar al enemigo. Acabó con muchos de los enemigos del reino de Wu y fue uno de los preferidos de Sun Quan durante bastante tiempo.
De complexión musculosa, Gan Ning sobrepasaba en fuerza, rapidez y altura a todos los generales de Wu, a excepción de Sun Quan y de Zhou Tai. También era más alto que el legendario Huang Gai.
Gan Ning es popularmente conocido como "Kannei" en Japón. Gan Ning es un personaje de la novela antigua "Romace de los tres reinos", en la que se relata el periodo feudal que atravesó China en la época en la que el país se dividió en tres reinos distintos, Wu, Shu, y Wei.